# Imperialsäng
Imperialsäng, (efter franskans 'lit à l'impériale'), är en på längden utdragbar säng med hög huvudgavel och lägre fotgavel. Tidigare definierades imperialsäng snävare, och syftade på en säng med en hög, kupollik sänghimmel i form av en kejsarkrona över huvudändans gavel.
Imperialsängen, som har sitt ursprung i en himmelssäng från renässanstid, är en specifikt svensk sängtyp, som utvecklats i ståndsmiljö på 1700-talet och med sin största utbredning under 1800-talet. I småborgar- och allmogehem var den vanlig från 1800-talets senare del till ett stycke in på 1900-talet.